# Prix Henri-Poincaré
Le prix Henri-Poincaré (en anglais : Henri Poincaré Prize) est une récompense décernée tous les trois ans à plusieurs chercheurs dans le domaine de la physique mathématique.
Le prix est ainsi nommé en l'honneur d'Henri Poincaré, mathématicien et physicien français du XIXe et du début du XXe siècle.

## Prix
Le prix Henri-Poincaré vise à distinguer les contributions remarquables, ou celles qui ont jeté les bases pour de nouveaux développements, dans le domaine de la physique mathématique. Le prix soutient tout particulièrement les plus prometteurs parmi les jeunes chercheurs.
Créé en 1997, le prix est remis tous les trois ans, habituellement à trois personnes, plus rarement quatre, lors de l'International Congress on Mathematical Physics (ICMP). Les lauréats sont désignés par un jury nommé par l'International Association of Mathematical Physics (IAMP), l'association qui organise le congrès.
Le prix est financé par la Fondation Daniel-Iagolnitzer (d), créée en 1996 par le physicien et philanthrope français Daniel Iagolnitzer (d) sous l'égide de la Fondation de France.

## Lauréats
| Congrès | Congrès          | Congrès        | Congrès     | Lauréats                 | Lauréats                  | Lauréats  | Jury |                                                                                     |
| No      | Année            | Ville          | Pays        | Nom                      | Pays                      | Photo     | Jury |                                                                                     |
| ------- | ---------------- | -------------- | ----------- | ------------------------ | ------------------------- | --------- | --- | ----------------------------------------------------------------------------------- |
| XII     | Année            | 1997           | Brisbane    | Australie                | Rudolf Haag               | Allemagne | | - Sergio Doplicher (président) - Jürg Fröhlich - Daniel Iagolnitzer - Aubrey Truman |
| XII     | Maxim Kontsevich | 1997           | Brisbane    | Australie                | Russie                    |           | | - Sergio Doplicher (président) - Jürg Fröhlich - Daniel Iagolnitzer - Aubrey Truman |
| XII     | Arthur Wightman  | 1997           | Brisbane    | Australie                | États-Unis                |           | | - Sergio Doplicher (président) - Jürg Fröhlich - Daniel Iagolnitzer - Aubrey Truman |
| XIII    | 2000             | Londres        | Royaume-Uni | Joel Lebowitz            | États-Unis                |           | - John Klauder (de) (président) - Antti Kupiainen - David Ruelle - Yakov Sinai - Herbert Spohn                      |                                                                                     |
| XIII    | 2000             | Londres        | Royaume-Uni | Walter Thirring (en)     | Autriche                  |           | - John Klauder (de) (président) - Antti Kupiainen - David Ruelle - Yakov Sinai - Herbert Spohn                      |                                                                                     |
| XIII    | 2000             | Londres        | Royaume-Uni | Horng-Tzer Yau           | Taïwan                    |           | - John Klauder (de) (président) - Antti Kupiainen - David Ruelle - Yakov Sinai - Herbert Spohn                      |                                                                                     |
| XIV     | 2003             | Lisbonne       | Portugal    | Huzihiro Araki           | Japon                     |           | - Ruedi Seiler (de) (président) - David Brydges (de) - Detlev Buchholz - Ludvig Faddeev - Joel Lebowitz             |                                                                                     |
| XIV     | 2003             | Lisbonne       | Portugal    | Elliott Lieb             | États-Unis                |           | - Ruedi Seiler (de) (président) - David Brydges (de) - Detlev Buchholz - Ludvig Faddeev - Joel Lebowitz             |                                                                                     |
| XIV     | 2003             | Lisbonne       | Portugal    | Oded Schramm             | Israël                    |           | - Ruedi Seiler (de) (président) - David Brydges (de) - Detlev Buchholz - Ludvig Faddeev - Joel Lebowitz             |                                                                                     |
| XV      | 2006             | Rio de Janeiro | Brésil      | Ludvig Faddeev           | Russie                    |           | - Volker Bach (de) (président) - Jürg Fröhlich - Nicolai Reshetikhin - Raymond Stora - Jakob Yngvason               |                                                                                     |
| XV      | 2006             | Rio de Janeiro | Brésil      | David Ruelle             | Belgique France           |           | - Volker Bach (de) (président) - Jürg Fröhlich - Nicolai Reshetikhin - Raymond Stora - Jakob Yngvason               |                                                                                     |
| XV      | 2006             | Rio de Janeiro | Brésil      | Edward Witten            | États-Unis                |           | - Volker Bach (de) (président) - Jürg Fröhlich - Nicolai Reshetikhin - Raymond Stora - Jakob Yngvason               |                                                                                     |
| XVI     | 2009             | Prague         | Tchéquie    | Jürg Fröhlich            | Suisse                    |           | - Bruno Nachtergaele (président) - Eric Carlen (en) - Giovanni Gallavotti (en) - Krzysztof Gawędzki - Herbert Spohn |                                                                                     |
| XVI     | 2009             | Prague         | Tchéquie    | Robert Seiringer         | États-Unis                |           | - Bruno Nachtergaele (président) - Eric Carlen (en) - Giovanni Gallavotti (en) - Krzysztof Gawędzki - Herbert Spohn |                                                                                     |
| XVI     | 2009             | Prague         | Tchéquie    | Yakov Sinai              | Russie                    |           | - Bruno Nachtergaele (président) - Eric Carlen (en) - Giovanni Gallavotti (en) - Krzysztof Gawędzki - Herbert Spohn |                                                                                     |
| XVI     | 2009             | Prague         | Tchéquie    | Cédric Villani           | France                    |           | - Bruno Nachtergaele (président) - Eric Carlen (en) - Giovanni Gallavotti (en) - Krzysztof Gawędzki - Herbert Spohn |                                                                                     |
| XVII    | 2012             | Aalborg        | Danemark    | Freeman Dyson            | États-Unis                |           | - Cédric Villani (président) - Joseph Avron (de) - Rafael Benguria (es) - Percy Deift - Ari Laptev                  |                                                                                     |
| XVII    | 2012             | Aalborg        | Danemark    | Barry Simon              | États-Unis                |           | - Cédric Villani (président) - Joseph Avron (de) - Rafael Benguria (es) - Percy Deift - Ari Laptev                  |                                                                                     |
| XVII    | 2012             | Aalborg        | Danemark    | Nalini Anantharaman      | France                    |           | - Cédric Villani (président) - Joseph Avron (de) - Rafael Benguria (es) - Percy Deift - Ari Laptev                  |                                                                                     |
| XVII    | 2012             | Aalborg        | Danemark    | Sylvia Serfaty           | France                    |           | - Cédric Villani (président) - Joseph Avron (de) - Rafael Benguria (es) - Percy Deift - Ari Laptev                  |                                                                                     |
| XVIII   | 2015             | Santiago       | Chili       | Alexeï Borodine          | Russie États-Unis         |           | - Horng-Tzer Yau (président) - Barry Simon - Yakov Sinai - Robbert Dijkgraaf - John Cardy                           |                                                                                     |
| XVIII   | 2015             | Santiago       | Chili       | Thomas C. Spencer        | États-Unis                |           | - Horng-Tzer Yau (président) - Barry Simon - Yakov Sinai - Robbert Dijkgraaf - John Cardy                           |                                                                                     |
| XVIII   | 2015             | Santiago       | Chili       | Herbert Spohn            | Allemagne                 |           | - Horng-Tzer Yau (président) - Barry Simon - Yakov Sinai - Robbert Dijkgraaf - John Cardy                           |                                                                                     |
| XIX     | 2018             | Montréal       | Canada      | Percy Deift              | Afrique du Sud États-Unis |           | - Jan Philip Solovej (en) (président) - Alexeï Borodine - Elliott Lieb - Sylvia Serfaty - Thomas C. Spencer         |                                                                                     |
| XIX     | 2018             | Montréal       | Canada      | Giovanni Gallavotti (en) | Italie                    |           | - Jan Philip Solovej (en) (président) - Alexeï Borodine - Elliott Lieb - Sylvia Serfaty - Thomas C. Spencer         |                                                                                     |
| XIX     | 2018             | Montréal       | Canada      | Michael Aizenman         | Israël États-Unis         |           | - Jan Philip Solovej (en) (président) - Alexeï Borodine - Elliott Lieb - Sylvia Serfaty - Thomas C. Spencer         |                                                                                     |
| XX      | 2021             | Genève         | Suisse      | Rodney Baxter            | Australie                 |           | |                                                                                     |
| XX      | 2021             | Genève         | Suisse      | Demetrios Christodoulou  | Grèce                     |           | |                                                                                     |
| XX      | 2021             | Genève         | Suisse      | Yoshiko Ogata (en)       | Japon                     |           | |                                                                                     |
| XX      | 2021             | Genève         | Suisse      | Jan Philip Solovej (en)  | Danemark                  |           | |                                                                                     |